# Kim Eriksen
Kim Eriksen (né le 10 février 1964 à Silkeborg) est un coureur cycliste danois. Il est professionnel de 1984 à 1990.

## Palmarès

### Palmarès amateur
- 1980
  - 2e du championnat du Danemark de cyclo-cross juniors
  - 2e du championnat du Danemark de poursuite juniors
  - 2e du championnat du Danemark de poursuite par équipes juniors
  - 2e du championnat du Danemark de course aux points juniors
- 1981
  -  Champion du Danemark du contre-la-montre juniors
  -  Champion du Danemark de poursuite juniors
  - Internationale 3-Etappen-Rundfahrt (de)
  - 2e du championnat des Pays nordiques sur route juniors
  - 2e du championnat des Pays nordiques du contre-la-montre par équipes juniors
  - 3e du championnat du Danemark de cyclo-cross juniors
  - 3e du championnat du Danemark du contre-la-montre juniors
  - 3e du championnat du Danemark de poursuite par équipes juniors
- 1982
  - Dusika Jugend Tour :
    - Classement général
    - 1re étape

  - Internationale 3-Etappen-Rundfahrt (de)
  - 2e du championnat du Danemark du contre-la-montre juniors
  -  Médaillé de bronze au championnat du monde du contre-la-montre par équipes juniors
- 1983
  -  Champion du Danemark du contre-la-montre par équipes
  - 2e et 3e étapes du Tour des régions italiennes
  - Trophée Matteotti amateurs
  - 2e du Tour des régions italiennes
- 1984
  -  Champion du Danemark sur route
  - 5e étape du Sealink International Grand Prix
  - Berliner Etappenfahrt
  - Prologue et 3e étape du Tour de Suède

### Palmarès professionnel
- 1985
  - 4e étape du Tour de l'Avenir (contre-la-montre par équipes)
- 1986
  - 2e du Grand Prix de l'UC Bessèges
- 1987
  - 2e du Grand Prix Betekom
- 1988
  - 6e étape du Tour du Danemark
  - 3e du championnat du Danemark sur route
- 1989
  - Grand Prix de la Libération (avec l'équipe TVM-Yoko)
  - Grote Prijs Dr. Eugeen Roggeman

## Résultats sur les grands tours

### Tour d'Italie
2 participations 
- 1985 : 113e
- 1986 : 119e

## Palmarès sur piste

### Six Jours
- Six Jours de Perth : 1989 (avec Michael Marcussen)